# Hua Nhàn
Hua Nhàn là một xã thuộc huyện Bắc Yên, tỉnh Sơn La, Việt Nam.
Xã Hua Nhàn có diện tích 58,57 km², dân số năm 2008 là 3057 người, mật độ dân số đạt 52 người/km².